# (7229) Tonimoore
(7229) Tonimoore (1985 RV) – planetoida z pasa głównego asteroid okrążająca Słońce w ciągu 3,75 lat w średniej odległości 2,41 j.a. Odkryta 12 września 1985 roku.